# Bembidion pygmaeum
Bembidion pygmaeum är en skalbaggsart som först beskrevs av Fabricius 1792.  Bembidion pygmaeum ingår i släktet Bembidion, och familjen jordlöpare. Arten har ej påträffats i Sverige.